# Утакмице фудбалске репрезентације Мађарске 1973.
| Домаћин | Гост |

Фудбалска репрезентација Мађарске је током 1973. године одиграла шест званичних утакмица. Поред четири ремија, мађарски тим је претрпео и два пораза, оба од НДР. У квалификационом мечу, за одлазак на Светско првенство 1974. године, против Шведске, репрезентација Мађарске је два пута водила али је шведски играч Едстрем ударцем главом у 76. минуту поравнао резултат на 3 : 3 и тиме разбио снове Мађара за одлазак на Светско првенство.
Савезни селектор националног тима у овом периоду је био:
- Рудолф Иловски

## Утакмице
| Мађарска               | 2 : 2 (1 : 2) | Аустрија                 |
| ---------------------- | ------------- | ------------------------ |
| Замбо 13’ · Балинт 69’ | Извештај      | 15’ Старек · 30’ К. Јара |

| Источна Немачка   | 2 : 1 (1 : 1) | Мађарска       |
| ----------------- | ------------- | -------------- |
| Ј. Штрајх 35’ 53’ | Извештај      | 6’ (аг) Р. Лак |

| Мађарска                          | 3 : 3 (1 : 1) | Шведска                                  |
| --------------------------------- | ------------- | ---------------------------------------- |
| Козма 9’ · Видатш 59’ · Замбо 71’ | Извештај      | 37’ Киндвал · 55’ Сандберг · 76’ Едстрем |

| Југославија  | 1 : 1 (1 : 0) | Мађарска |
| ------------ | ------------- | -------- |
| Бјековић 17’ | Извештај      | 47’ Бене |

| Данска                      | 2 : 2 (1 : 2) | Мађарска       |
| --------------------------- | ------------- | -------------- |
| Х. Јенсен 21’ · Стендал 83’ | Извештај      | 5’ 36’ Фазекаш |

| Мађарска | 0 : 1 (0 : 1) | Источна Немачка |
| -------- | ------------- | --------------- |
|          | Извештај      | 35’ Р. Лаук     |

## Голгетери у 1973.
| - Ференц Бене |

## Белешка
1. ↑  Деби Јожефа Хорвата за репрезентацију Мађарске (Ујпешт)

## Извори и спољашње везе
- Dénes Tamás-Rochy Zoltán. A 700. után. Rochy és Társa. ISBN 963-04-7169-8.
- Rejtő László – Lukács László – Szepesi György: Felejthetetlen 90 percek. Budapest: Sportkiadó. 1977.  963-253-501-4
- Све утакмице репрезентације Мађарске
- Репрезентација Мађарске на фудбалској бази података
- Утакмице репрезентације Мађарске (1973)